# 베이툰시

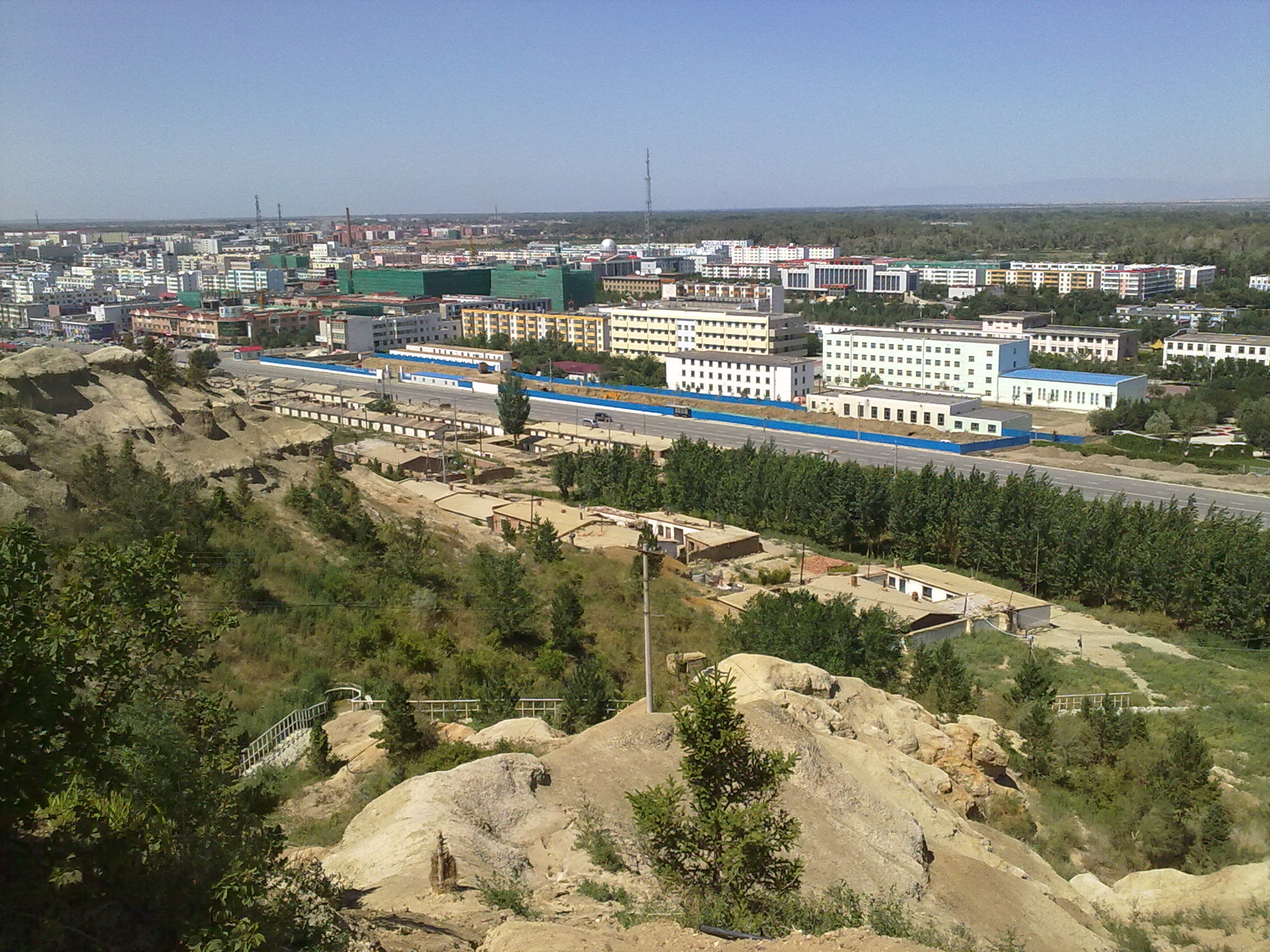

베이툰시(중국어: 北屯市, 병음: Běitún Shì, 위구르어: بەيتۈن شەھىرى)는 중화인민공화국 신장 위구르 자치구의 현급시로 면적은 910.5km2, 인구는 76,300명(2011년 기준)이다. 2011년 12월에 신설되었다.